# Protestas en Kazajistán de 2016
Las protestas en Kazajistán de 2016 fueron manifestaciones masivas que se llevaron a cabo en Kazajistán contra las nuevas enmiendas al Código de Tierras, que comenzaron el 24 de abril de 2016 en la ciudad de Atirau. Tres días después, los mítines se llevaron a cabo en las ciudades de Aktobé y Semey. Durante los primeros tres mítines, las autoridades no intentaron reprimir duramente las protestas, sino que intentaron calmar a los manifestantes y ofrecer otras formas de diálogo. Solo el 21 de mayo, las autoridades se prepararon a fondo para reprimir cualquier protesta en todos los centros administrativos de la república. Este fue el primer disturbio masivo en Kazajistán desde la masacre de Zhanaozen en 2011.

## Antecedentes
El 30 de marzo de 2016, el ministro de Economía Nacional, Erbolat Dosaev, anunció que a partir del 1 de julio se subastarían 1.7 millones de hectáreas de tierras agrícolas. Esto inicialmente provocó descontento en las redes sociales, que se transformó en convocatorias de protesta. Según algunos periodistas kazajos, el punto de ebullición no fueron las enmiendas al Código de Tierras, sino la difícil situación económica del país debido a la caída de los precios del petróleo y la devaluación del tenge a pesar de las promesas del presidente Nursultán Nazarbáyev de solucionar los problemas. El 11 de abril, se envió una carta de petición a Nazarbáyev y a las autoridades. El texto de la carta apareció en los medios de comunicación kazajos y en algunos sitios web. La carta decía que "ya se han recogido más de 50 mil firmas en las regiones. Si la tierra se alquila o se vende a extranjeros, entonces la gente tomará medidas extraordinarias”.
El 20 de abril, en Nur-sultán, el activista civil Galymbek Akulbekov organizó un solo piquete contra la venta de tierras a extranjeros, pero pronto fue detenido por la policía. El 22 de abril, en Alma Ata, alrededor de tres docenas de grupos de ciudadanos pidieron permiso para la manifestación que se celebraría el 21 de mayo.

## Cronología
El 24 de abril se celebró una primera manifestación masiva en el centro de Atirau contra la venta de tierras a extranjeros, donde se reunieron entre 700 y 4000 personas. El mismo día, en Oral, en la plaza Abai, Isatay Utepov lanzó un solo piquete, que sostenía el cartel “Қытайға жер сатпа!”, que significa (“¡No vendas tierras a China!").
El 27 de abril, en las ciudades de Aktobé y Semey, con la participación de cientos de personas, se realizaron manifestaciones contra los cambios en el código de tierras de Kazajistán y contra los planes de las autoridades de vender tierras agrícolas.
El 28 de abril, varias decenas de personas se reunieron en Aktau en la plaza central, pero la policía no permitió que se realizara la manifestación, alegando que la plaza era necesaria para preparar la fiesta de la Unidad del Pueblo.
El 29 de abril, las autoridades de Nur-sultán y Alma Ata no permitieron que figuras públicas celebraran una conferencia de prensa sobre la cuestión de la tierra. En Nur-sultán, el hotel se negó en el último momento a alquilar locales a activistas debido a la presión del KNB. En Alma Ata, la policía logró detener a todos los activistas antes del evento. En Oral, un activista, Bauyrjan Alipkaliev, fue detenido por la policía, quien iba a realizar un solo piquete ese día.
El 1 de mayo, en el Día de la Unidad del Pueblo, se llevaron a cabo protestas en Janaozen, donde se reunieron alrededor de un centenar de personas. En la ciudad de Kyzylorda, las fuerzas de seguridad dispersaron a los manifestantes de la plaza.
El 4 de mayo se realizó un mitin espontáneo en la plaza central de Oral con la participación de varias decenas de personas. Como en protestas anteriores en otras ciudades de Kazajistán, los manifestantes se opusieron a la transferencia de tierras agrícolas a cambio de un alquiler a largo plazo a los extranjeros.
El 5 de mayo, Nazarbáyev anunció una moratoria sobre algunas disposiciones del Código de Tierras. El viceministro de Economía Nacional Kairat Uskenbaev fue destituido, el propio Dosaev renunció a su cargo por su cuenta y el ministro de Agricultura, Asyljan Mamytbekov, fue reprendido, pero al día siguiente también renunció. Además, Nazarbáyev ordenó la creación de un nuevo Ministerio de Información y Comunicación, que monitorearía el espacio de información y desarrollaría la política de información del estado.
El 21 de mayo se planificaron manifestaciones en todo Kazajistán. Las autoridades rechazaron los permisos para las manifestaciones que se celebrarían en las ciudades de Alma Ata, Nur-sultán, Oral y Semey. Ese día, las fuerzas del orden detuvieron a decenas de activistas, así como a periodistas en varias ciudades del país. Se registraron intentos de realizar manifestaciones no autorizadas en las ciudades de Aktobé, Atirau y Pavlodar, donde se reunió un pequeño número de ciudadanos y, después de advertir sobre la ilegalidad de la manifestación, un grupo de personas abandonó obedientemente el terraplén del río Irtish y el organizador Serikbay Alibaev fue multado con 50 MCI.

## Respuesta gubernamental
Después de un mitin en Atirau en una sesión de la Asamblea Popular, Nazarbáyev expresó su visión del tema de la tierra y afirmó que era necesario encontrar y castigar a todos los instigadores de desinformación sobre el tema. Sin embargo, más tarde, el 5 de mayo, acusó a los funcionarios de los ministerios competentes de la falta de una reforma agraria.
En algunas ciudades de Kazajistán, se cancelaron las celebraciones del Día de la Unidad de los Pueblos. En Karagandá, el motivo del rechazo de las procesiones se debió a las condiciones meteorológicas. En Temirtau, según el subjefe de la ciudad, Galymzhan Spabekov, fue para no bloquear el transporte público de la ciudad a lo largo de las calles principales. Las autoridades de Aktau no dieron una razón para la cancelación.
El 29 de abril de 2016 Nazarbáyev, después de los ejercicios de las fuerzas especiales ("Sunkar" del Ministerio del Interior, "Arlan" del Departamento de Asuntos Internos de la ciudad de Alma Ata, el "Águila Dorada" de la Guardia Nacional y otros) en la Región de Alma Ata, enfatizó que “la Patria le confió un asunto de especial importancia, vigilar atentamente los intereses del estado, ser un garante confiable de la seguridad nacional y la estabilidad interna de la República de Kazajistán. Esto requiere no solo una alta formación, sino también dedicación, sincero patriotismo".
Algunos funcionarios kazajos y medios de comunicación progubernamentales han sugerido que los disturbios fueron provocados y financiados por naciones extranjeras, aunque no se proporcionaron pruebas.
El 1 de mayo, el presidente Nazarbáyev habló en Alma Ata con un discurso festivo, que sin unidad y estabilidad, se esperaría una crisis política similar a la de Ucrania.
Antes de las protestas a nivel nacional programadas para el 21 de mayo, las autoridades permitieron permisos en cualquier ciudad, y las agencias de aplicación de la ley comenzaron a arrestar a sospechosos de organizar e incitar a manifestaciones no autorizadas. Al 20 de mayo, más de una decena de personas recibieron condenas de 10 a 15 días de arresto administrativo por violar la ley de reunión pacífica.
En la madrugada del 20 de mayo, las redes sociales populares como VK, Facebook, Twitter y los servicios de mensajería instantánea como WhatsApp, Viber y YouTube eran inaccesibles en todo Kazajistán. Así lo confirmaron residentes de varias regiones del país. El incidente estuvo relacionado con las próximas convocatorias de manifestaciones del 21 de mayo. Sin embargo, las autoridades negaron el hecho del bloqueo y que los problemas fueran causados por errores técnicos.

## Cobertura mediática
La mayoría de los medios de comunicación kazajos desde el inicio de las protestas no cubrieron los hechos, solo después de un tiempo, se brindó una escasa información que se distribuyó principalmente a través de las redes sociales. Algunos sitios web de la oposición también informaban activamente sobre los hechos, pero en general no estaban disponibles en Kazajistán.
Según AsiaTerra, en Uzbekistán, en el sitio web del servicio ruso de la BBC, se bloqueó la sección "Elección del editor", donde se publicó un artículo sobre los hechos en Kazajistán.
El 29 de abril se mostró una cobertura en el Primer Canal, en la que se decía que los organizadores de las protestas recibían recompensas monetarias por la cantidad de 50 a 150 dólares de naciones extranjeras a cada persona que llegaba al mitin. Dos semanas después, salió otra historia sobre la evidencia de las protestas masivas pagadas. Luego de las transmisiones, las redes sociales respondieron de inmediato, señalando una débil base de evidencia de historias y el carácter propagandístico de los programas.